# Maynard James Keenan

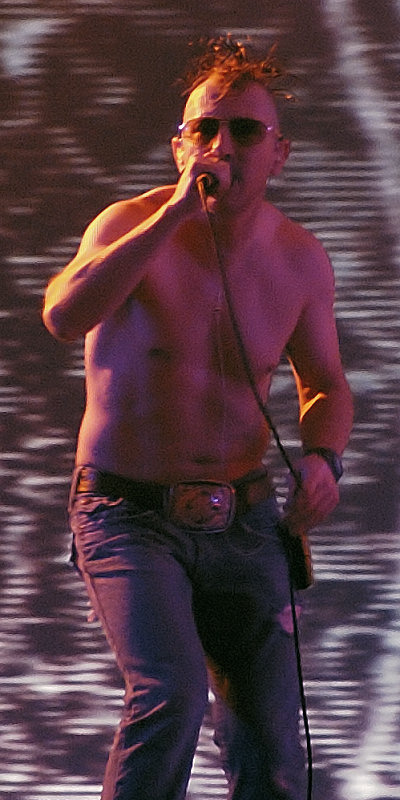
Maynard James Keenan

Maynard James Keenan (Ravenna (Ohio), 17 april 1964) is een Amerikaanse rockzanger, vooral bekend als zanger van de bands Tool, A Perfect Circle en Puscifer.

## Biografie
Keenan groeide op in het plaatsje Ravenna in Ohio. In 1982 ging hij het leger in. Later werd hij interieurontwerper in Los Angeles, waar hij een band startte met gitarist Adam Jones en bassist Paul d'Amour, die later vervangen werd door Justin Chancellor. Ze vonden geen goede drummer totdat de buurman van Keenan, Danny Carey, besloot om in te vallen voor een optreden. Hij besloot bij de groep te blijven. Hoewel Keenan voor de naam The Flaming Turds koos, besloten ze als groepsnaam Tool te nemen.
In 1992 brachten ze hun eerste ep, Opiate uit, opgevolgd in 1993 door Undertow, hun eerste volwaardige album. De band kwam meer onder de aandacht nadat ze in het voorprogramma van Rage Against the Machine stonden.
In 1996 kwam Ænima uit dat in 1998 een Grammy won voor beste metalalbum. Vanwege een juridische strijd met hun platenlabel verscheen het volgende album, Lateralus, pas in 2001. In 2006 werd het album 10,000 Days uitgebracht. Dertien jaar later, in 2019, werd het album Fear Inoculum uitgebracht.

## Teksten
Keenans zang en teksten hebben zich met de jaren sterk ontwikkeld. Ze gingen van agressief naar meer introspectief en spiritueel. Transcendentie en zelfbewustzijn zijn veelvoorkomende thema's.

## Liefdadigheid
Keenan heeft zijn stem voor verschillende gelegenheden laten lenen om goede doelen te steunen. Zo trad hij op tijdens een benefietconcert 1997 voor RAINN (het Rape, Abuse & Incest National Network) georganiseerd door Tori Amos (die vaak naar Keenan verwees als was hij zogenaamd haar broer). Hij is een van de performers voor Axis of Justice, een non-profitorganisatie die muzikanten, muziekliefhebbers en grassroots politieke organisaties bij elkaar brengt om te strijden voor sociale rechtvaardigheid. In 2004 bracht Axis of Justice 'Concert Series Volume 1' uit waarop twee nummers staan met zang van Keenan. Het tweede nummer op dat album, (What's So Funny 'Bout) Peace, Love, and Understanding, werd het jaar daarvoor live opgenomen tijdens het Lollapaloozafestival in Seattle, Washington. Het eerste nummer, Where the Streets Have No Name, werd in 2004 live opgenomen tijdens de Axis of Justice Concert Series in Hollywood. In 2005 verscheen Keenan in Seattle als gastzanger tijdens een benefietconcert voor de slachtoffers van de aardbeving en tsunami in 2004 in Zuid-Azië. Hij verving daarbij in de band Alice in Chains de overleden zanger Layne Staley en zong de nummers Them Bones, Man in the Box en Rooster.
- Bibliothèque nationale de France: cb14192767f (data)
- Gemeinsame Normdatei: 1284316351
- International Standard Name Identifier: 0000 0001 1490 0745
- Library of Congress Control Number: n2007019478
- MusicBrainz: a1b61d0f-2333-44f5-afee-cc0c2eab71a4
- Nationale Bibliotheek van Tsjechië: xx0087102
- Nederlandse Thesaurus van Auteursnamen: 263155056
- Système universitaire de documentation: 202645754
- Virtual International Authority File: 481149294285080521418